# Пенсионные резервы
Пенсионные резервы — средства, находящихся в собственности пенсионного фонда и необходимые для выплаты будущих пенсий в соответствии с пенсионными договорами.
Резервы формируются при использовании накопительных пенсионных схем, так как они предполагают первоначальное аккумулирование пенсионных взносов, их инвестирование и последующее использование для выплат пенсионерам. Резервы являются важнейшим фактором финансовой устойчивости фонда.

## Экономический смысл
Пенсионные резервы формируются в накопительных пенсионных схемах. Накопительная схема отличается от распределительной тем, что пенсионные взносы не расходуются сразу на выплату сегодняшним пенсионерам, а аккумулируются на пенсионном счете, чтобы обеспечить выплату в будущем. Поэтому средств должно быть достаточно на любую дату даже с учетом различных непредвиденных обстоятельств. Распределительные схемы, как правило используются государством, а накопительные негосударственными пенсионными фондами. Поэтому последние обязаны формировать резервы для того, чтобы обеспечить финансовую устойчивость. Требование к резервам также может устанавливаться в законе, регулирующем деятельность фондов. В России, например, такие требования установлены федеральным законом «О негосударственных пенсионных фондах».

## Виды резервов

### В актуарной математике
В актуарной математике резерв определяется, исходя из разности между  современной стоимостью будущих выплатам и современной стоимостью будущих пенсионных взносов. Эта величина показывает, сколько надо иметь средств в фонде для выполнения обязательств по выплатам.

### В практике
В практике негосударственных пенсионных фондов используется следующие виды резервов.
1. Резерв покрытия пенсионных обязательств (РППО), предназначенный для выполнения обязательств по пенсионному страхованию.
2. Страховой резерв, предназначенный для покрытия рисков.

В совокупности они образуют пенсионный резерв негосударственного пенсионного фонда. РППО обеспечивает выплаты. Однако из-за того, что фонды работают в условиях финансовой неопределенности, существует вероятность, что при неблагоприятном развитии событий РППО могут оказаться недостаточными. Для минимизации рисков создается страховой резерв.

## Величина резервов
Источниками формирования резервов являются:
- пенсионные взносы;
- доходы фонда от размещения (инвестирования) пенсионных резервов;
- целевые поступления.

Если рассматривать деятельность фонда в целом, то резерв должен обеспечивать выплаты всем участникам фонда. Возможность обеспечить выплаты является признаком финансовой устойчивости. Наличие возможности проверяется в ходе актуарного оценивания деятельности фонда, по итогам которого составляется актуарное заключение. Наличие актуарного дефицита свидетельствует о возможных проблемах с будущими выплатами.
Соблюдение равенства между резервами и будущими выплатами для каждого пенсионного счета в отдельности не всегда возможно. Все зависит от пенсионных схем, используемых фондом. Например, при назначении пожизненной пенсии состояние счета будет зависеть от продолжительности жизни пенсионера. О продолжительности выплат можно судить лишь с некоторой степенью вероятности на основании демографической статистики. Если известно, какая доля пенсионеров доживает до определенного возраста, то можно обеспечить солидарное покрытие выплат, то есть совокупное покрытие для группы счетов. «Поэтому для пожизненной схемы требуемое условие формулируется следующим образом: современная стоимость будущих выплат оставшимся в живых участникам не должна превышать состояние пенсионных счетов всех оформивших пожизненную пенсию».
Если же пенсия выплачивается лишь в течение определенного срока, то становится возможным обеспечить покрытие обязательств по отдельному счету.